# おむすび権米衛

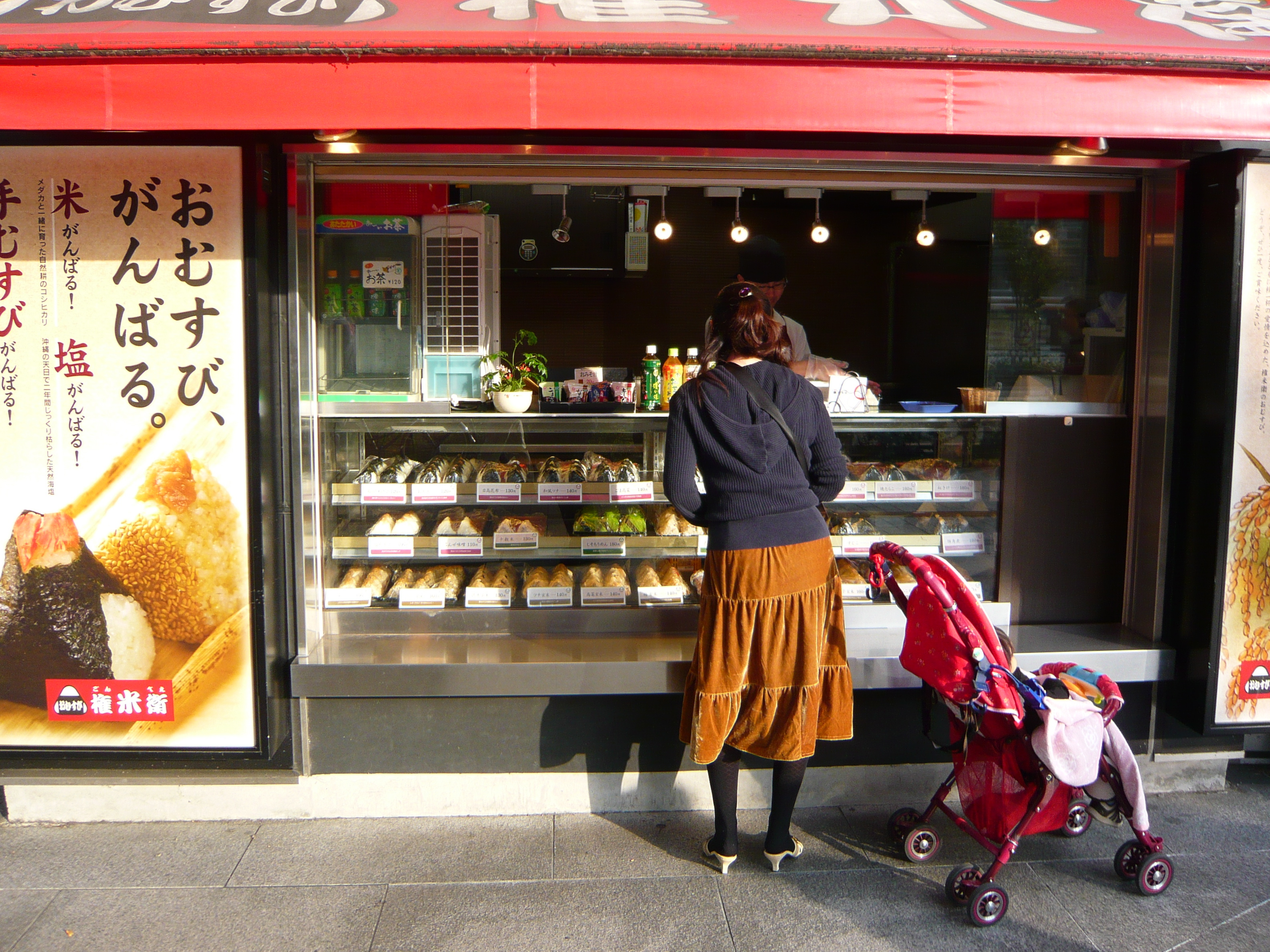
かつて存在したヨドバシ秋葉原店（2008年撮影）

おむすび権米衛（おむすびごんべえ、おむすびごんべい）は、特別契約栽培のお米を使ったおむすびを提供する日本のファーストフード店。アメリカやフランスにも出店している。

## 概要
運営会社である株式会社イワイは、サブウェイのフランチャイジーを経ておむすびのテイクアウト事業に進出。日本人の嗜好に合い、調理が簡単、テイクアウトであれば小型店舗でも営業できることが、おむすびを商品に選んだ理由である。1996年7月、サブウェイとの複合店舗として「権米衛」の1号店をデックス東京ビーチに出店した。翌1997年10月、カレー店との複合で新宿御苑に2号店を出店。提供するおむすびは、機械を使わず手作業で握ったコンビニの2倍近い大きさが特徴。米や具材を産地から直接仕入れることで価格を抑えた。1999年12月に大崎店、翌2000年5月に日比谷店が開店。
生産者支援を図り、米は契約農家から直接仕入れており、店舗ごとに異なる産地・品種の米を使用している。2013年、宮城県大崎市の「鳴子の米プロジェクト」と契約。翌2014年より、同プロジェクトのブランド米「ゆきむすび」を使用した商品をグランデュオ立川店で提供している。

### 海外展開
2011年以降、アメリカ・ニュージャージー州の日系スーパー「ミツワ」のイベントに出店。売り上げは好調で、2013年にはミツワに1号店を出店した。また2017年5月、ニューヨーク市の日系スーパー「片桐」に2号店を出店。海外出荷用として日本国内の生産者と専属契約し、米の安定供給を実現している。日本からは玄米の状態で送り、店舗で精米している。具材はサケなどの定番のほか、現地向けに「スパイシーツナ」や「スパイシーチキン」などを開発し販売。商品のうち3割はローカライズされた商品となっている。2017年秋にはフランス・パリに進出。日本食ブームや口コミ、さらにコロナ禍でのテイクアウト需要の高まりが後押しして、昼や夕方には行列ができる程の人気となり、2023年度にはパリのパレ・ロワイヤル店の売上が日本を含む全店舗の中で一位を記録した。また、ドイツ進出も視野に入れており、2022年2月にはフランクフルト市内で限定販売を実施。6日間で1000個を売り上げた。

## 沿革
- 1996年7月 - 1号店をデックス東京ビーチに出店[3]
- 1997年10月 - 2号店を新宿御苑に出店[3]
- 1999年12月 - 大崎ニューシティ店開店
- 2007年4月 - 第15回優良フードサービス事業者等表彰、農林水産省・総合食料局長賞　受賞
- 2010年1月 - FOOD ACTION NIPPONアワード2009　優秀賞　受賞
- 2012年3月 - 手作りのお惣菜をそろえる新業態「おむすび権米衛ファーマーズキッチン」スタート　アトレ四谷店オープン
- 2013年3月 - アメリカ1号店　OMUSUBI GONBEI NJ 店オープン
- 2015年1月 - お米の取引高1,000トン達成！！
- 2017年1月 - デリカテッセン・トレードショー2017 お弁当・お惣菜大賞おにぎり部門　特別賞　受賞「北海道鮭づくし」
- 2017年11月 - ヨーロッパ1号店　OMUSUBI GONBEI Paris Palais-Royal店オープン
- 2021年7月 - 「おむすび権米衛オンラインショップ」開設